# Castelo de Monzón

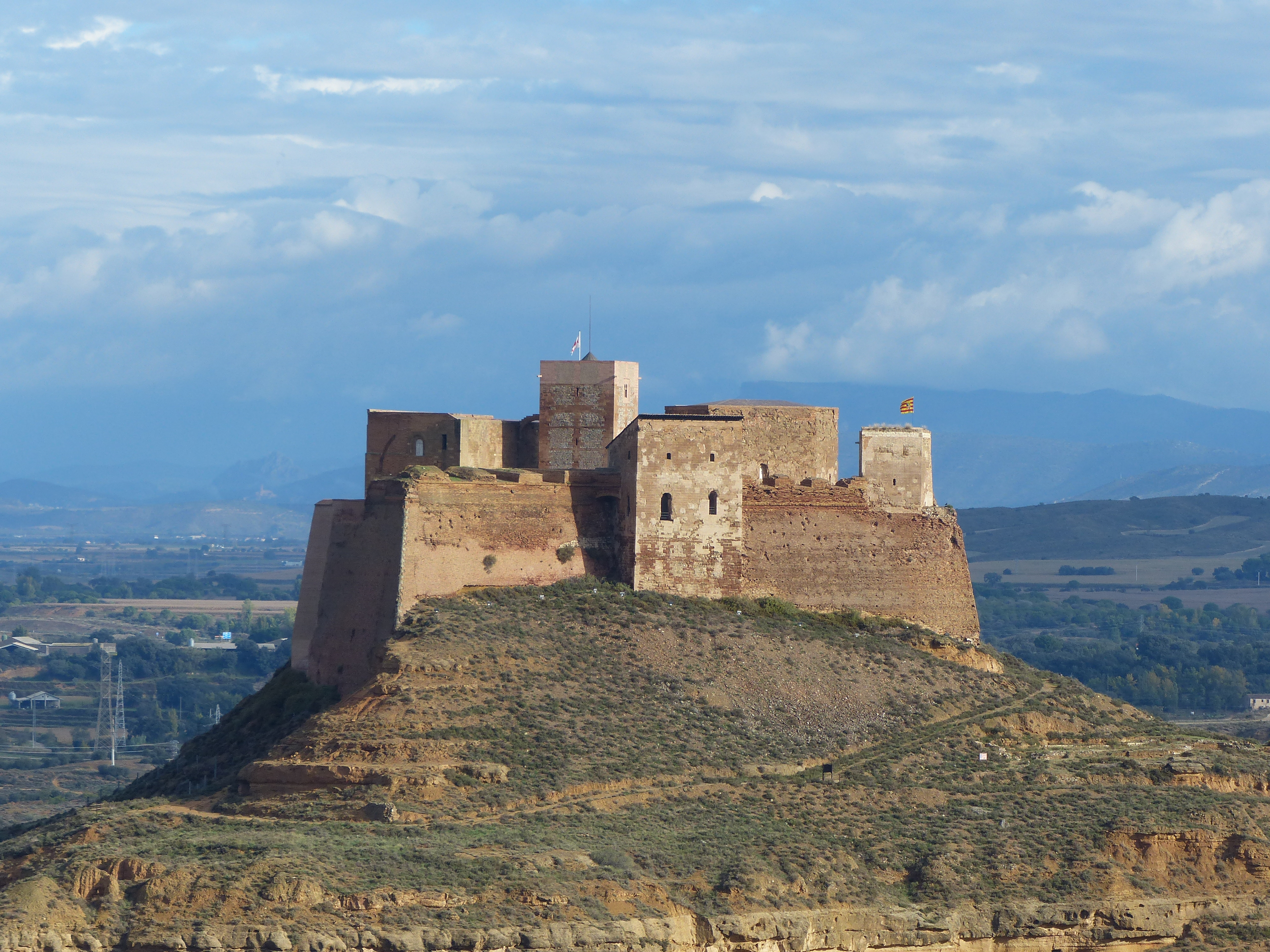
Castelo de Monzón, Espanha.

O Castelo de Monzón localiza-se no município de Monzón, província de Huesca, na comunidade autónoma de Aragão, na Espanha.
Trata-se de uma fortificação que pertenceu à Ordem dos Templários, no contexto da Reconquista cristã da Península Ibérica.

## História
Quando de seu falecimento, em 1134, Afonso I de Aragão, sem herdeiros diretos, havia repartido em testamento os domínios de seu reino entre os Templários, os Hospitalários e a Ordem do Santo Sepulcro. O testamento foi contestado e, após nove anos de negociação com o Papado e a nobreza, um acordo foi concluído em 1143. Por ele, os Templários recebiam numerosas fortificações, juntamente com consideráveis vantagens fiscais e financeiras. Entre as primeiras, encontrava-se este castelo, em Monzón.
Em Março de 1150, uma bula do Papa Eugénio III confirmou essas doações. Monzón tornou-se o quartel-general da Ordem no Reino de Aragão, controlando uma região com vinte e nove vilas cristãs e respectivas igrejas. Nela, a Ordem dedicava-se à pecuária, sendo proprietária de extensos rebanhos, com muitos milhares de cabeças de gado.
A sua importância era de tal ordem, que, em 1303, o rei de Aragão confiou aos Templários de Monzón a custódia das jóias da Coroa.
Na sequência da detenção dos Templários na França, em Outubro de 1307, os Templários de Aragão também foram perseguidos pela respectiva Coroa. Refugiados no Castelo de Monzón, tentaram manter-se até Maio de 1309, quando foram, a seu turno, também detidos.
Classificado como Monumento National, o castelo encontra-se, actualmente, parcialmente restaurado.